# Djurröds distrikt
Djurröds distrikt är ett distrikt i Kristianstads kommun och Skåne län. 
Distriktet ligger sydväst om Kristianstad. 

## Tidigare administrativ tillhörighet
Distriktet inrättades 2016 och utgörs av en del av området Kristianstads stad omfattade till 1971, delen som före 1967 utgjorde Djurröds socken.
Området motsvarar den omfattning Djurröds församling hade vid årsskiftet 1999/2000.